# Reykhólar

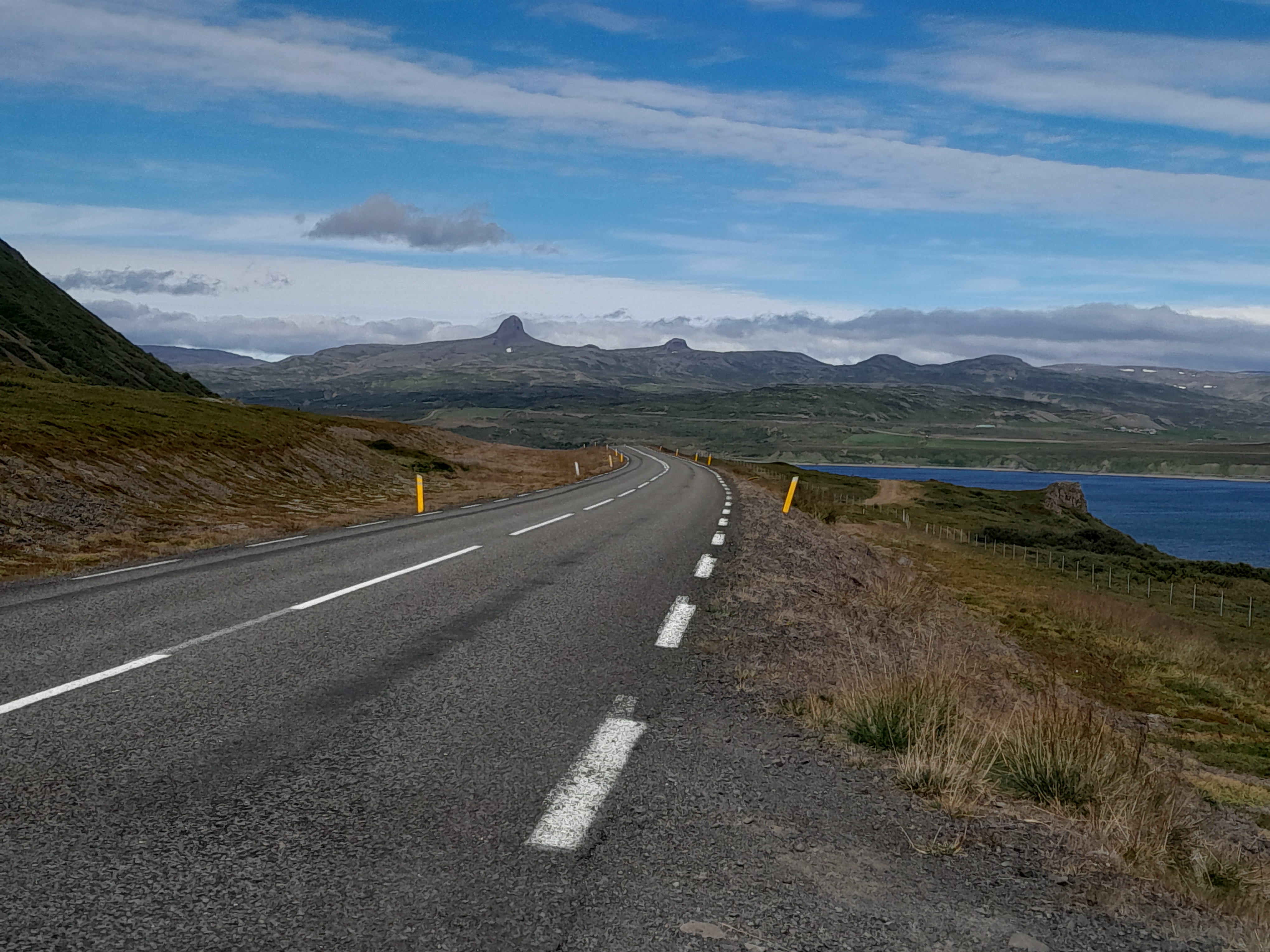
En route de Reykhólar vers la montagne volcanique des Vaðalfjöll

Reykhólar est une localité islandaise de la municipalité de Reykhólahreppur située au nord-ouest de l'île, dans la région de Vestfirðir. En 2011, le village comptait 128 habitants.

## Personnalités liées à la localité
- Jón Thoroddsen (1818-1868), poète et romancier islandais auteur du premier roman islandais moderne, est né à Reykhólar.
- Catherine Frot a tourné plusieurs séquences du film Les Saveurs du palais censées se passer dans une île des terres australes mais l'œil averti d'un amoureux des terres islandaises a immédiatement reconnu les paysages de l’île de l'Atlantique nord.
- Grettir Ásmundarson serait passé par Reykhólar selon la saga qui raconte sa vie. Reykhólar (nommée Reek-knolls dans le texte[1]) est citée aux chapitres 27[2], 49[3] et 50[4], et un panneau d'information situé dans le camping Grettislaug de la municipalité rappelle cette saga.